# Wegrace
| Cyclone board track racer uit 1914 |
| Harley-Davidson racer uit 1925. Het lage stuur was een eerste stap op weg naar een lagere luchtweerstand en dankte zijn naam aan het Britse Brooklands-circuit: Brooklands drops |
| Deze BMW mocht in 1938 nog een compressor hebben (de geribbelde trommel vóór op het motorblok)                                                                                   |
| De dolfijnstroomlijn zou uiteindelijk de eerste keuze qua aerodynamica en gewicht worden. Dit is de "oerdolfijn" op een NSU Rennmax uit 1953                                     |
| De Norton Manx is een legendarische racer geworden. Maar ja, tegen een Moto Guzzi achtcilinder...                                                                                |
| Veel innovatie in één: een druppelstroomlijn en een V-8 in deze Moto Guzzi uit 1956                                                                                              |

Wegrace is een tak van motorsport waarbij individuen of teams het tegen elkaar opnemen op een gemotoriseerde twee- of driewieler.
Motorfietsen, mechanisch aangedreven voertuigen op niet meer dan drie wielen, worden wat wedstrijden betreft ingedeeld in twee categorieën (solo en met zijspan) en verscheidene cc-klassen. Bij alle wedstrijden gaat het erom een bepaald traject met een zo groot mogelijke snelheid af te leggen. Naast wegraces zijn er ook baanraces op cement, gras, sintels en ijs. Races op sintels of ijs – ook wel speedway genaamd – worden gehouden op de korte baan.
De eerste vorm van "motorsport" ontstond toen fabrikanten bij wijze van test hun motorfietsen door testrijders zo snel mogelijk een bepaalde afstand lieten afleggen. Toen hieruit een competitie tussen verschillende merken ontstond ging men betrouwbaarheidsritten organiseren. Deze werden over grote afstanden gereden, in het Verenigd Koninkrijk bijvoorbeeld van Londen naar Brighton of van Land's End naar John o' Groats. Er volgden zelfs internationale wedstrijden, zoals de Anglo-Dutch Reliability Trial. Het probleem was dat er geen groot reclameaspect aanwezig was. Er was immers nauwelijks publiek. Door het rijden van wedstrijden op afgesloten circuits en velodrooms was het aantrekkelijker voor publiek om te gaan kijken en bovendien kon ook de pers gemakkelijker verslag van de wedstrijden doen. In de Verenigde Staten werden aanvankelijk houten wielerbanen (board tracks) voor wedstrijden gebruikt, maar ook de ovale zandbanen (dirttracks) werden populair en zijn dat nog steeds.
Rond 1910 ontstonden overal ter wereld de eerste (gedeeltelijk) verharde racecircuits, voornamelijk voor autoraces. Uiteraard werd hier ook door motorfabrikanten gebruik van gemaakt. Hoewel er toen al legendarische circuits ontstonden, zoals Brooklands, waren er nog niet veel gestructureerde kampioenschappen. Men kon regionaal of nationaal kampioen worden en later ontstonden ook Europese en Amerikaanse kampioenschappen. Ook de reglementen misten alle structuur en in veel gevallen maakten zelfs de verschillende cilinderinhouden tussen de deelnemende machines geen verschil. Ook de toegelaten technische wijzigingen ten opzichte van standaardmotoren waren niet gestructureerd. Tot vlak voor de Tweede Wereldoorlog waren bijvoorbeeld compressoren in het Europees kampioenschap toegestaan.
In 1949 ging de Fédération Internationale de Motocyclisme (FIM) het wereldkampioenschap wegrace organiseren. De klassen werden verdeeld: 125 cc, 250 cc, 350 cc, 500 cc en zijspannen. In 1961 kwam daar nog de 50cc-klasse bij. De constructie van de motorfietsen was vrij, hoewel compressoren verboden werden. Tweetakten, viertakten, één-, twee-, drie-, vier-, zes- en zelfs achtcilinders konden tegen elkaar rijden. Dat leverde de meest fantastische constructies op: de Moto Guzzi V8, de Honda 50 cc-tweecilinders, 125 cc-vijfcilinders en 250- en 350 cc-zescilinders.
In de loop der jaren zijn door de FIM reglementswijzigingen doorgevoerd. De 50 cc-klasse werd vervangen door de 80 cc-klasse en deze klasse werd later geheel afgevoerd, net als de 350 cc-klasse. De 500 cc-klasse werd de MotoGP met 990 cc en later 800 cc-viertakten en in 1971 werd de 750 cc-klasse ingevoerd. Deze werd al snel F1 en later gesplitst in superbikes en supersport. Er kwamen begin jaren zeventig geluidsnormen, die de viertakten (eigenlijk was alleen MV Agusta toen nog met deze motoren vertegenwoordigd) de kop kostten.
Ook de betrouwbaarheid van motorfietsen wordt nog steeds op de proef gesteld in de endurance. Intussen mogen 125 cc-motoren nog slechts één en 250 cc-motoren twee cilinders hebben. De 250 cc-klasse werd in 2010 de Moto2. In het kader van het verbannen van de tweetaktmotoren werd de 125 cc-klasse in 2012 vervangen door de Moto3. In 2019 werd de MotoE ingevoerd voor elektrische motorfietsen.
Verschillende soorten wegrace zijn:
- wereldkampioenschap wegrace (MotoE, Moto3, Moto2 en MotoGP)
- Superbike
- Supersport
- Endurance (lange afstand)
- ONK Open Nederlands Kampioenschap (met o.a de Supermono)
- KNMV Cup Races (met onder andere de SuperCup 600 en SuperCup 1000)

## Trivia
- Een van de allereerste motorfietsen, de stoomvelocipede van Sylvester Howard Roper, werd al in de jaren zeventig van de 19e eeuw als racemotor ingezet. Bij gebrek aan een tweede motorfiets racete Roper tegen paarden.